# Russische Badminton-Juniorenmeisterschaft
Russische Badminton-Juniorenmeisterschaften werden seit 1992 ausgetragen.

## Die Titelträger
| Saison    | Herreneinzel         | Dameneinzel            | Herrendoppel                           | Damendoppel                                   | Mixed                                   |
| --------- | -------------------- | ---------------------- | -------------------------------------- | --------------------------------------------- | --------------------------------------- |
| 1992      | Artur Khachaturyan   | Elena Sukhareva        | Artur Khachaturyan Vjacheslav Vorobjev | Maria Kurichkina Katya Kornyushina            | Artur Khachaturyan Katya Kornyushina    |
| 1993      | Sergey Starostin     | Ella Karachkova        | Jevgeniy Kovalenko Vjacheslav Vorobjev | Natalja Gorodnicheva Irina Chernikova         | Sergey Starostin Irina Chernikova       |
| 1994      | Nikolaj Nikolaenko   | Elena Sukhareva        | Alexandr Groshev Victor Maljutin       | Natalja Djachkova Ella Karachkova             | Vadim Itzkov Elena Sukhareva            |
| 1995      | Sergey Starovojtov   | Natalja Djachkova      | Nikolaj Nikolaenko Alexandr Remizov    | Natalja Djachkova Ella Karachkova             | Nikolaj Nikolaenko Ella Karachkova      |
| 1996      | Nikolaj Nikolaenko   | Zhana Chornenjkaya     | Nikolaj Nikolaenko Alexandr Remizov    | Olga Galkina Alena Tkacheva                   | Sergey Starovojtov Zhanna Chornenkaja   |
| 1997      | Sergey Starovojtov   | Maria Sofronova        | Mikhail Kelj Nikolai Ukk               | Olga Galkina Maria Sofronova                  | Sergey Starovojtov Olga Galkina         |
| 1998      | Georgiy Izotov       | Victoria Kosheleva     | Georgiy Izotov Artem Karasjov          | Ekaterina Ananina Elena Shimko                | Georgiy Izotov Victoria Kosheleva       |
| 1999      | Alexandr Shchepalkin | Anastasia Russkikh     | Georgiy Izotov Sergey Ivlev            | Maria Koloskova Elena Shimko                  | Georgiy Izotov Anastasia Russkikh       |
| 2000      | Sergey Ivlev         | Elena Shimko           | Anton Nazarenko Alexandr Shchepalkin   | Ekaterina Ananina Elena Shimko                | Anton Nazarenko Valeria Sorokina        |
| 2001      | Sergey Ivlev         | Elena Shimko           | Anton Nazarenko Alexandr Shchepalkin   | Ekaterina Ananina Elena Shimko                | Anton Nazarenko Ekaterina Ananina       |
| 2002      | Ivan Baboshin        | Valeria Sorokina       | Andrey Ashmarin Anton Nazarenko        | Valeria Sorokina Nina Vislova                 | Anton Nazarenko Valeria Sorokina        |
| 2003      | Michael Sivenkov     | Anastasia Kudinova     | Valeri Zabelin Sergei Yaroslavcev      | Tatjana Bibik Anastasia Kudinova              | Vladimir Malkov Anastasia Kudinova      |
| 2004      | Maxim Danchenko      | Nina Vislova           | Vladimir Ivanov Andrei Ivanov          | Anastasia Kudinova Elena Chernyavskaya        | Vladimir Ivanov Nina Vislova            |
| 2005      | Andrei Ivanov        | Victoria Slobodyanuk   | Andrei Ivanov Evgeny Klimkovich        | Maria Sachkova Olga Kozlova                   | Andrei Ivanov Elena Chernyavskaya       |
| 2006      | Viktor Pivchenkov    | Ksenia Polikarpova     | Ivan Sozonov Nikita Hakimov            | Ksenia Polikarpova Anastasia Panushkina       | Gordey Kosenko Victoria Ushkova         |
| 2007      | Ivan Sozonov         | Ksenia Polikarpova     | Ivan Sozonov Nikita Hakimov            | Ksenia Polikarpova Valeria Rozhdestvenskaya   | Ivan Sozonov Anastasia Panushkina       |
| 2008      | Nikolay Matazov      | Natalia Perminova      | Jaroslav Egerev Konstantin Abramov     | Anastasia Chervyakova Romina Gabdullina       | Jaroslav Egerev Romina Gabdullina       |
| 2009      | Anatoliy Yartsev     | Natalja Perminova      | Anatoliy Yartsev Dmitriy Balandin      | Anastasia Chervyakova Natalja Perminova       | Anatoliy Yartsev Natalia Perminova      |
| 2010      | Anatoliy Yartsev     | Anastasia Chervyakova  | Denis Grachev Konstantin Abramov       | Anastasia Chervyakova Mariya Korobeynikova    | Denis Grachev Anastasia Chervyakova     |
| 2011      | Anatoliy Yartsev     | Evgeniya Kosetskaya    | Rodion Kargaev Alexandr Sorokin        | Romina Gabdullina Victoria Dergunova          | Anatoliy Yartsev Karina Nazarova        |
| 2012 2013 | Shokhzod Gulomzoda   | Evgeniya Kosetskaya    | Kirill Boyarskiy Sergey Shemetov       | Evgeniya Kosetskaya Viktoriia Vorobeva        | Rodion Kargaev Viktoriia Vorobeva       |
| 2013 2014 | Sergey Molodov       | Elizaveta Pyatina      | Rodion Alimov Alexandr Kozyrev         | Alina Davletova Anastasia Ronzhina            | Rodion Alimov Alina Davletova           |
| 2014 2015 | Egor Okolov          | Alina Davletova        | Rodion Alimov Alexandr Kozyrev         | Kristina Vyrvich Yana Ignatyeva               | Rodion Alimov Alina Davletova           |
| 2015 2016 | Egor Kurdyukov       | Anastasiia Semenova    | Rodion Alimov Pavel Kotsarenko         | Alina Davletova Olga Rogova                   | Rodion Alimov Alina Davletova           |
| 2016 2017 | Georgiy Karpov       | Anastasiia Osiyanenko  | Georgiy Karpov Mikhail Lavrikov        | Ekaterina Kadochnikova Anastasiia Shapovalova | Nikita Lemeshko Anastasiia Semenova     |
| 2017 2018 | Georgiy Karpov       | Anastasiia Shapovalova | Georgiy Karpov Mikhail Lavrikov        | Viktoria Kozyreva Maria Sukhova               | Mikhail Lavrikov Anastasiia Shapovalova |
| 2018 2019 | Georgiy Karpov       | Anastasiia Shapovalova | Georgiy Karpov Aleksandr Nikulin       | Anastasiia Shapovalova Anastasia Kurdyukova   | Georgiy Karpov Anastasia Kurdyukova     |
| 2019 2020 | Georgiy Lebedev      | Maria Golubeva         | Georgiy Lebedev Egor Kholkin           | Anastasiia Boiarun Alena Yakovleva            | Pavel Monich Regina Galiakhmetova       |
| 2020 2021 | Daniil Dubovenko     | Maria Golubeva         | Daniil Dubovenko Maksim Ogloblin       | Anastasiia Boiarun Alena Yakovleva            | Lev Barinov Anastasiia Boiarun          |
| 2021 2022 | Daniil Dubovenko     | Maria Golubeva         | Daniil Dubovenko Maksim Ogloblin       | Daria Kharlampovich Galina Lisochkina         | Egor Borisov Maria Golubeva             |
| 2022 2023 | Gleb Stepakov        | Ekaterina Tiutikova    | Aleksandr Puzyrev Gleb Stepakov        | Daria Kharlampovich Galina Lisochkina         | Gleb Stepakov Daria Kharlampovich       |
| 2023 2024 | Semen Malyi          | Anisia Masunova        | Valentin Semenov Kel Zakhar            | Daria Kharlampovich Galina Lisochkina         | Semen Malyi Daria Kharlampovich         |